# Spo Dee O Dee
Spo Dee O Dee is een Nederlandse band die in 1988 werd opgericht door zanger en gitarist Ross Curry, bassist Ralph Brink en drummer Jan Holtman.
De naam Spo Dee O Dee verwijst naar een Rock-'n-roll-nummer van Stick McGhee en de Amerikaanse benaming voor een soort punch.

## Discografie
- Goin' Walkabout (1991)
- Second Coming (1993)[2]